# SBM Offshore
SBM Offshore N.V. is een Nederlandse onderneming die zich richt op de productie van installaties voor de productie en opslag van olie- en gasproducten. Het bedrijf is vooral actief op het gebied van de bouw, lease en exploitatie van drijvende opslag- en productieplatforms (FPSO).

## Activiteiten
SBM Offshore (SBMO) is ontstaan uit diverse Nederlandse scheepswerven en heeft zich ontwikkeld tot een offshore specialist.
- Veruit de belangrijkste activiteiten zijn het ontwerp, exploitatie en verkoop of lease van grote installaties en schepen voor de olie- en gasindustrie. Het levert vooral drijvende platforms voor de productie, opslag en overslag van olie en gas, ofwel Floating Production and Storing Offloading Systems (FPSO's). Het bedrijf bezit anno 2023 een vloot van 15 operationele FPSO's met een totale capaciteit van circa twee miljoen vaten olie per dag.[1] Deze schepen kunnen ook geschikt worden gemaakt als drijvende overslagsystemen voor LPG en vloeibaar aardgas (LNG).
- Verder levert SBMO speciale componenten voor boorschepen en offshore hef- en hijssystemen. Het is ook actief op de markt voor hernieuwbare energie. Zo levert SBMO onder andere drijvende funderingen voor offshore windturbines.[2]

SBMO beschikt zelf niet over werven of fabrieken voor het maken van deze installaties, dit wordt (wereldwijd) uitbesteed. 

### Resultaten
In de onderstaande tabel een overzicht van de resultaten van SBMO sinds 2006. In 2011 realiseerde het bedrijf een record aan nieuwe orders, een significant bedrag was het gevolg van een nieuwe opdracht voor een drijvend productie en opslagplatform voor de Braziliaanse oliemaatschappij Petrobras. SBMO zal FPSO Cidade de Ilhabela gedurende twintig jaar verhuren aan Petrobras, hetgeen een waarde vertegenwoordigt van US$ 3,5 miljard. Het grote verlies in 2011 was het gevolg van een last van US$ 857 miljoen met betrekking tot het Yme-platform en een daaraan gerelateerd project.
| Jaar | Omzet (IFRS)   | Nieuwe orders  | Order- portefeuille (einde jaar) | Netto- resultaat (IFRS) | Werknemers (gemiddeld) |
| Jaar | × US$ miljoen) | × US$ miljoen) | × US$ miljoen)                   | × US$ miljoen)          | Werknemers (gemiddeld) |
| ---- | -------------- | -------------- | -------------------------------- | ----------------------- | ---------------------- |
| 2006 | 1990           | 4916           | 6992                             | 216                     | 2356                   |
| 2007 | 2871           | 3822           | 7955                             | 267                     | 2715                   |
| 2008 | 3060           | 4365           | 9247                             | 228                     | 3263                   |
| 2009 | 2956           | 3800           | 10.032                           | 230                     | 3539                   |
| 2010 | 3056           | 4532           | 11.502                           | 276                     | 3787                   |
| 2011 | 3157           | 8552           | 16.910                           | −441                    | 4385                   |
| 2012 | 3695           | 1322           | 14.538                           | −75                     | 5275                   |
| 2013 | 4803           | 10.081         | 19.700                           | 114                     | 7126                   |
| 2014 | 5482           | 3100           | 21.800                           | 575                     | 8330                   |
| 2015 | 2705           | 248            | 18.900                           | 110                     | 7020                   |
| 2016 | 2272           | 110            | 17.100                           | 247                     | 5237                   |
| 2017 | 1861           | 2608           | 16.800                           | −1                      | 4150                   |
| 2018 | 2240           |                | 14.800                           | 344                     | 4103                   |
| 2019 | 3391           |                | 20.700                           | 511                     | 4259                   |
| 2020 | 3496           |                | 21.600                           | 327                     | 4507                   |
| 2021 | 3747           |                | 29.500                           | 472                     | 4797                   |
| 2022 | 4913           |                | 30.500                           | 555                     | 5259                   |
| 2023 | 4963           |                | 30.300                           | 614                     | 5717                   |
| 2024 | 4784           |                | 35.100                           | 211                     | 6176                   |

### FPSO's
Het bedrijf is gespecialiseerd in het ontwerp, de constructie, de installatie en het opereren van grootschalige FPSO's. De productiecapaciteit voor olie kan oplopen tot 250.000 vaten olie per dag. In 2023 hadden alle eenheden die in gebruik waren een totale capaciteit van iets meer dan twee miljoen vaten per dag. De FPSO's worden altijd specifiek ontwikkeld voor een bepaald olieveld, waarbij ze in wateren tot enkele duizenden meters diep geïnstalleerd worden. De door het bedrijf ontwikkelde FPSO Turritella is afgemeerd op een recorddiepte van 2900 meter.

### Leasevloot
| Naam                     | Klant            | Land van operatie  | Contract begin | Contract eind | Contract einddatum evt. extensieoptie |
| ------------------------ | ---------------- | ------------------ | -------------- | ------------- | ------------------------------------- |
| FPSO Serpentina          | MEGI             | Equatoriaal Guinea | April 2017     | April 2022    | -                                     |
| FPSO Capixaba            | Petrobras        | Brazilië           | Mei 2006       | Juni 2022     | -                                     |
| FPSO Kikeh               | PTTEP            | Maleisië           | Augustus 2007  | Januari 2022  | Januari 2031                          |
| FPSO Mondo               | ExxonMobil       | Angola             | Januari 2008   | December 2022 | December 2027                         |
| FPSO Saxi Batuque        | ExxonMobil       | Angola             | Juli 2008      | Juni 2023     | Juni 2028                             |
| FPSO Espirito Santo      | Shell            | Brazilië           | Juni 2009      | December 2028 | December 2033                         |
| Thunder Hawk Semi-Sub    | Fieldwood/Murphy | Verenigde Staten   | December 2009  | Augustus 2025 | Augustus 2028                         |
| FPSO Aseng               | Noble Energy     | Equatoriaal Guinea | November 2011  | November 2026 | November 2031                         |
| FPSO Cidade de Anchieta  | Petrobras        | Brazilië           | Juni 2012      | Juni 2030     | Juni 2032                             |
| FPSO Cidade de Paraty    | Petrobras        | Brazilië           | Juni 2013      | Juni 2033     | -                                     |
| FPSO Cidade de Ilhabela  | Petrobras        | Brazilië           | November 2014  | November 2034 | -                                     |
| N'Goma FPSO              | Eni              | Angola             | November 2014  | November 2026 | November 2029                         |
| FPSO Cidade de Maricá    | Petrobras        | Brazilië           | Februari 2016  | Februari 2036 | -                                     |
| FPSO Cidade de Saquarema | Petrobras        | Brazilië           | Juli 2016      | Juli 2036     | -                                     |
| Liza Destiny (FPSO)      | ExxonMobil       | Guyana             | December 2019  | December 2029 | Verkocht                              |
| Liza Unity (FPSO)        | ExxonMobil       | Guyana             | 2022           | februari 2024 | Verkocht                              |
| FPSO Sepetiba            | Petrobras        | Brazilië           | 2023           | 2045          | -                                     |
| Prosperity (FPSO)        | ExxonMobil       | Guyana             | 2024           | 2026          | -                                     |
| FPSO Almirante Tamandaré | Petrobras        | Brazilië           | 2024           | 2050          | -                                     |
| FPSO Alexandre de Gusmão | Petrobras        | Brazilië           | 2025           | 2047          | -                                     |
| FPSO ONE GUYANA          | ExxonMobil       | Guyana             | 2025           | 2027          |                                       |

In november 2023 heeft SBMO de verkoop van FPSO Liza Unity aan ExxonMobil Guyana Limited, een dochteronderneming van ExxonMobil, afgerond. In februari 2024 zou de leasetermijn aflopen. ExxonMobil Guyana is de eigenaar geworden, terwijl SBMO de FPSO tot 2033 zal blijven exploiteren en onderhouden. De verkoop leverde US$ 1,26 miljard op en zal door SBMO worden gebruikt om de volledige projectfinanciering terug te betalen.

## Geschiedenis
SBMO is in 1965 ontstaan uit de fusie van verschillende Nederlandse scheepswerven, die toen verder samen gingen onder de naam IHC Holland. In eerste instantie richtte de productie zich op olietankers, maar dat werd spoedig uitgebreid naar de productie van boorplatforms. In 1969 werd (als afsplitsing van IHC-Gusto) hiervoor een speciale maatschappij opgericht: Single Buoy Mooring Inc. (SBM).
Door de malaise in de scheepsbouwwereld brak vervolgens een onrustige periode aan, waarin verschillende bedrijfsonderdelen werden afgestoten en andere juist werden toegevoegd. Uiteindelijk ontstonden twee maatschappijen: IHC Inter Holdings en Caland Holdings. In 1984 fuseerden beide bedrijven tot IHC Caland N.V. Uiteindelijk werden in 2004 de laatste scheepswerven verkocht en werd per 1 mei 2005 de naam gewijzigd in SBM Offshore. De scheepswerven gingen verder onder de naam IHC Merwede.

### Yme-platform

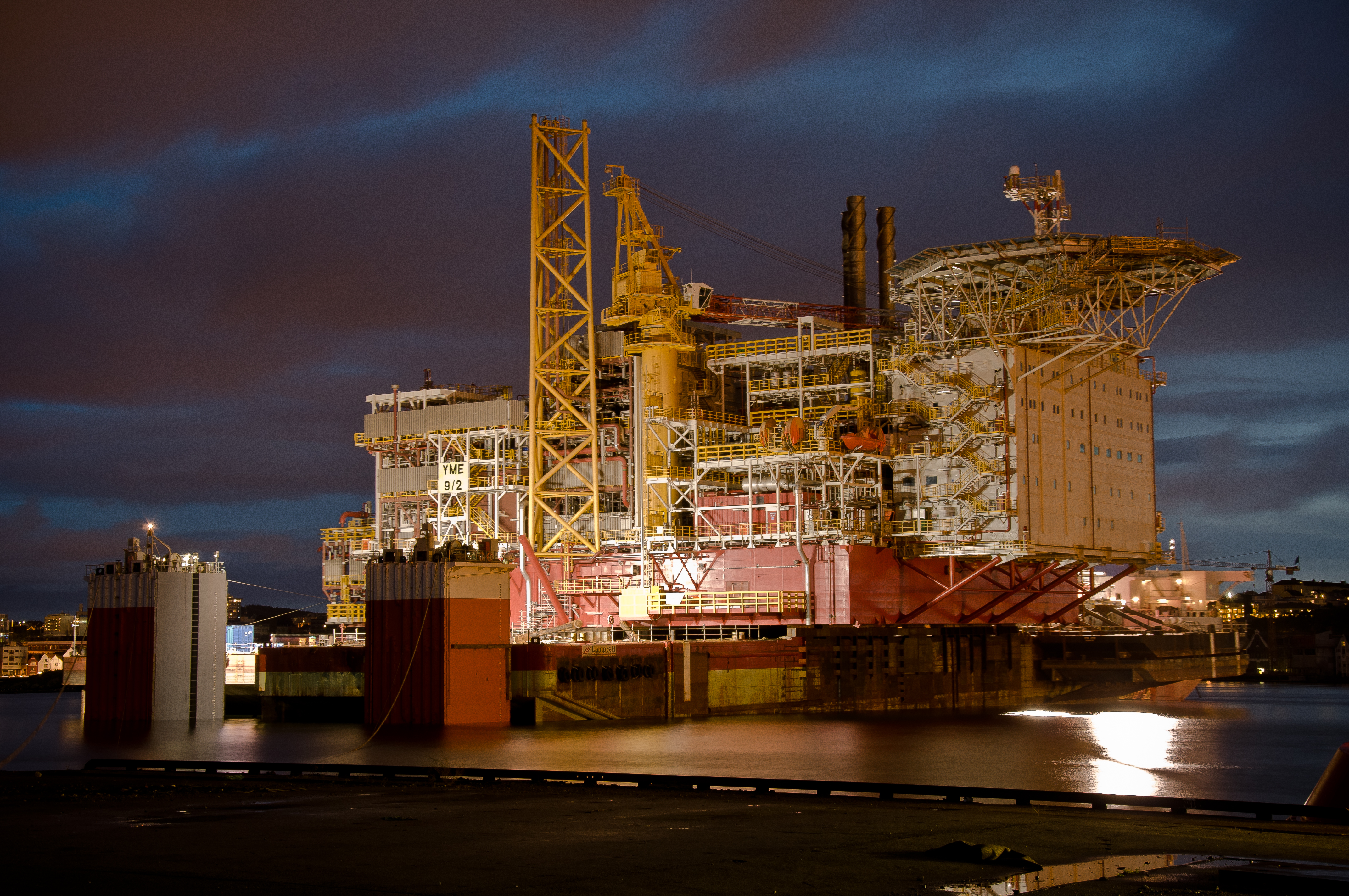
De Mighty Servant 1 laat het Yme-platform te water in Buøy (Stavanger, Noorwegen)

In 2006 tekende SBMO een contract voor de bouw van een platform gebaseerd op een olieopslagtank die rust op de zeebodem voor het Yme-olieveld in het Noorse deel van de Noordzee. De opdrachtgever was het Canadese energiebedrijf Talisman. Het contract voor het platform had een waarde van US$ 500 miljoen en de oplevering stond gepland in 2008. SBMO wilde een nieuwe markt betreden, maar had geen ervaring met de bouw van dit soort platforms en met de strenge regelgeving van de Noorse overheid. De bouw werd uitbesteed aan een scheepswerf in Abu Dhabi.
In 2008 werd duidelijk dat het project alleen uitvoerbaar was tegen hogere kosten, de opleveringsdatum werd verschoven naar begin 2009. De kwaliteit van het geleverde werk was volgens de koper onvoldoende en vereiste extra werkzaamheden anders zou het platform niet worden geaccepteerd. In 2011 moest SBMO al voor US$ 850 miljoen aan afboekingen doen op het Yme-platform door kostenoverschrijdingen, productiefouten en vertraging in de oplevering van het project. Eind december 2012 nam SBM nog eens een buitengewone last van US$ 400 miljoen en was de waarde van het platform tot nul afgeboekt.
De hoge verliezen holde de financiële positie van SBMO uit. Medio december 2012 werd een aandelenuitgifte bekend gemaakt. HAL Investments betaalde US$ 193 miljoen voor 17 miljoen nieuwe aandelen. Na de emissie ter grootte van 9,95% van het uitstaande aandelenkapitaal heeft HAL een belang van ruim 13% in SBMO. HAL had al bijna 5% van de aandelen in handen.
In maart 2013 troffen SBMO en Talisman een definitieve schikking met betrekking tot het Yme-project. SBMO betaalde US$ 470 miljoen aan Talisman als bijdrage aan de kosten van de ontmanteling van het platform.
In 2017 werd overeenstemming bereikt met diverse verzekeraars over de schade van Yme. SBMO ontving US$ 281 miljoen waarmee de uitstaande vorderingen op de verzekeraars zijn afgewikkeld.

### Afstoten niet kern-activiteiten
Door de slechte gang van zaken bij het Yme-project is Bruno Chabas sinds januari 2012 de CEO bij SBMO opgevolgd door Peter van Rossum (CFO) per medio 2012.
Om de financiële positie te verbeteren heeft SBMO het onderdeel GustoMSC afgestoten. De ontwerp- en engineeringafdeling van Gusto vormt sinds 2011 met Marine Structure Consultants (MSC) GustoMSC in Schiedam. GustoMSC is marktleider van jack-upsystemen voor offshore constructie-equipment en telt ongeveer 130 medewerkers. Eind november 2012 werd de verkoop van GustoMSC aan Parcom Capital voor US$ 185 miljoen afgerond. Op de verkoop werd een winst geboekt van ruim US$ 120 miljoen. Na deze verkoop zal SBMO zich volledig richten op zijn kernactiviteit: de bouw, lease en exploitatie van drijvende opslag- en productieplatforms (FPSO).

## Corruptie

### Anonieme ex-werknemer
Op 18 oktober 2013 publiceerde een anonieme ex-werknemer van SBM Offshore op de Engelstalige Wikipedia een document waaruit naar voren kwam dat SBMO tussen 2005 en 2011 ruim US$ 250 miljoen aan steekpenningen betaald zou hebben in een groot aantal landen. De ex-werknemer zou hebben geprobeerd het bedrijf met dit document te chanteren. Nadat het bedrijf niet inging op de dreigementen werd het document gepubliceerd. SBMO heeft externe accountants ingehuurd om de zaak te onderzoeken.

### Brazilië
Vanwege de mogelijke betrokkenheid van staatsoliebedrijf Petrobras willen vier Braziliaanse oppositiepartijen dat er een delegatie naar Nederland afreist om de affaire tot op de bodem uit te zoeken. Op 31 maart 2014 maakte Petrobras bekend dat uit een intern onderzoek geen bewijs is gevonden van illegale betalingen door SBMO. In september 2015 werd SBMO uitgenodigd te bieden op een order van Petrobras voor twee FPSO's. SBMO was eerder op een zwarte lijst geplaatst vanwege het corruptieschandaal bij Petrobras, maar is van deze lijst verwijderd en kan weer zaken doen met het Braziliaanse bedrijf. In juli 2016 betaalde SBMO US$ 162,8 miljoen aan de Braziliaanse partijen in deze affaire waarvan US$ 149 miljoen voor Petrobas.
Eind juli 2018 werd een nieuwe overeenkomst getekend met Petrobras en de Braziliaanse overheid. De corruptiezaak werd geschikt en SBMO betaalt zo'n US$ 299 miljoen als boete en schadevergoeding. Op zijn beurt zullen Petrobras en Brazilië geen nieuwe rechtszaken meer beginnen en mag SBMO weer meedoen aan gunningsprocedures voor nieuwe FPSO's. Alleen de corruptiezaak die al voor de rechter is, valt niet onder het gesloten akkoord. Hier bepaalde de rechter dat Petrobras een deel van de vergoeding aan SBMO mag inhouden totdat in deze rechtszaak uitspraak is gedaan. In september 2018 bereikte SBMO een akkoord met de Braziliaanse aanklager. Het betaalt nog eenmalig US$ 48 miljoen waarmee de affaire tot een einde komt. In oktober 2019 keurde de rechter de overeenkomst van de aanklager goed en daarmee is de slepende corruptiezaak tot een definitief einde gekomen. Met dit laatste bedrag loopt de totale provisie vanwege de Braziliaanse affaire voor SBMO op naar US$ 347 miljoen.

### Afrika
Op 1 april 2014 kwam naar buiten dat het bedrijf een hoge boete boven het hoofd hangt wegens omkooppraktijken in twee Afrikaanse landen. Op 6 augustus 2014 meldde SBMO US$ 240 miljoen te reserveren voor de kosten van smeergeldaffaires. Dat bleek op 12 november exact het bedrag waarmee geschikt was met het Nederlandse Openbaar Ministerie, de grootste schikking ooit in Nederland. De schikking staat niet in de weg dat het nieuwe bestuur van de firma ex-bestuurders voor de rechter kan gaan slepen.

### Verenigde Staten
Eind 2017 hebben SBMO en dochterbedrijf SBM Offshore USA een schikking getroffen met het Amerikaanse ministerie van Justitie. SBMO betaalt US$ 238 miljoen aan de Amerikaanse autoriteiten vanwege omkoping van functionarissen in Brazilië, Angola, Equatoriaal Guinea, Kazachstan en Irak. Het bedrijf trof eerder een schikking, maar de Amerikaanse autoriteiten behielden het recht de zaak te heropenen als nieuwe informatie beschikbaar zou komen.

### Aandeelhouders misleid
In april 2019 kreeg SBMO een boete van € 2 miljoen van de Autoriteit Financiele Markten (AFM). In een toelichting van 75 pagina’s op de boete laat zien hoe SBMO omging met de afhandeling van de fraude en koersgevoelige informatie niet direct meldde. Deze boete kan leiden tot schadeclaims van beleggers die zich misleid voelen aangezien belanghebbenden dit ter toetsing aan de rechter kunnen voorleggen. SBMO is in beroep gegaan en de rechtbank heeft in juni 2022 besloten de opgelegde boete te halveren. Februari 2025 werd de boete door het Het College van Beroep voor het bedrijfsleven (CBb) verlaagd naar 650.000 euro.
Aalberts · Air France-KLM · Alfen · Allfunds · AMG · Aperam · ARCADIS ·  Basic-Fit · Corbion · CTP · Eurocommercial Properties · Fagron · Flow Traders · Fugro · Galapagos · InPost · JDE Peet's · Just Eat Takeaway · OCI · SBM Offshore · Signify · TKH Group · Van Lanschot Kempen · Vopak · WDP